# The Wild Goose Chase
Pour plus de détails, voir Fiche technique et Distribution.
The Wild Goose Chase est une comédie dramatique américaine réalisée par Cecil B. DeMille, sortie en 1915. Ce film est aujourd'hui considéré comme perdu.

## Synopsis
Deux grands-parents tentent d’arranger des mariages pour leur petit-fils et leur petite-fille en leur promettant de l’argent...

## Fiche technique
- Réalisation : Cecil B. DeMille
- Scénario : William C. de Mille
- Production : Cecil B. DeMille
- Photographie : Alvin Wyckoff
- Montage : Cecil B. DeMille
- Genre : Comédie dramatique
- Date de sortie : 
  - États-Unis : 27 mai 1915

## Distribution
- Ina Claire : Betty Wright
- Lucien Littlefield : The 'grind'
- Helen Marlborough : Mrs. Wright
- Raymond Hatton : Mr. Wright
- Tom Forman : Bob Randall
- Ernest Joy : Mr. Randall
- Theodore Roberts : Horatio Brutus Bangs
- Tex Driscoll : (non crédité)
- Mrs. Lewis McCord : (non crédité)
- Florence Smythe : Mrs. Randall (non crédité)
- Jane Wolfe : (non crédité)